# Preah Palilay
Le Preah Palilay est un petit sanctuaire bouddhiste situé dans le périmètre d'Angkor Thom. 
Il est dans une zone boisée qui a pour nom Pârillyaka, d'où sans doute le nom de Palilay. Il date de la fin XIIIe ou du début du XIVe siècle.
Le Preah Palilay est composé d'une terrasse en croix, d'un mur d'enceinte et du sanctuaire central. 
Le sanctuaire central est une tour pyramidale très dégradée de 20 m de haut sur laquelle des fromagers repoussent après avoir été coupés. 
De nombreuses scènes de la vie de Bouddha figurent sur les frontons.

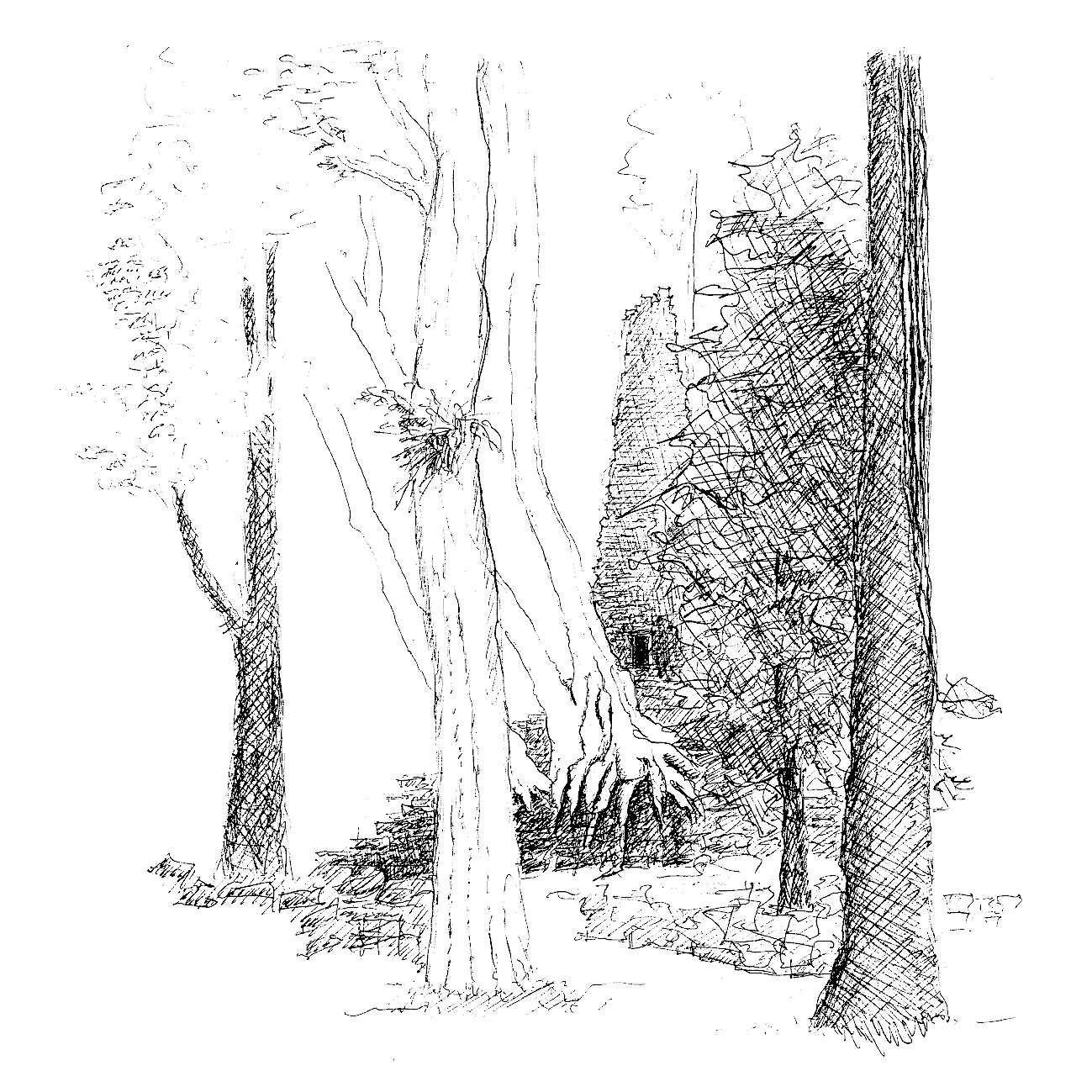
Des fromagers et le sanctuaire central